# Gaillardia
Gaillardia is een geslacht van droogte tolerante overblijvende en eenjarige planten in de composietenfamilie. Het geslacht telt meer dan 25 soorten.
Het geslacht werd genoemd naar M. Gaillard de Charentonneau, een 18e-eeuwse Frans magistraat die de botanie begunstigde.
Het geslacht is inheems in Noord-Amerika. Ze groeien onder harde en droge condities in groepjes, en vormen heuveltjes van 20-45 cm hoog. Ook komen ze voor op het zand van stranden. De planten worden 45-60 cm hoog. De bloemen zijn een of tweekleurig, die variëren van geel tot rood en bruin.
In 2015 besliste het Waals parlement dat de Gaillardia het bloemensymbool van Wallonië is.

## Soorten
- Gaillardia aestivalis
  - Gaillardia aestivalis var. aestivalis
  - Gaillardia aestivalis var. flavovirens
  - Gaillardia aestivalis var. winkleri
- Gaillardia amblyodon
- Gaillardia aristata
- Gaillardia arizonica
  - Gaillardia arizonica
  - Gaillardia arizonica
- Gaillardia coahuilensis : Bandanna Daisy
- Gaillardia flava
- Gaillardia x grandiflora [G. aristata ×  G. pulchella]
- Gaillardia multiceps
  - Gaillardia multiceps var. microcephala : Onion Blanketflower
  - Gaillardia multiceps var. multiceps : Onion Blanketflower
- Gaillardia parryi
- Gaillardia pinnatifida
  - Gaillardia pinnatifida var. linearis
  - Gaillardia pinnatifida var. pinnatifida
- Gaillardia pulchella : Firewheel 
  - Gaillardia pulchella var. australis
  - Gaillardia pulchella var. picta
  - Gaillardia pulchella var. pulchella
- Gaillardia spathulata
- Gaillardia suavis

## Galerij

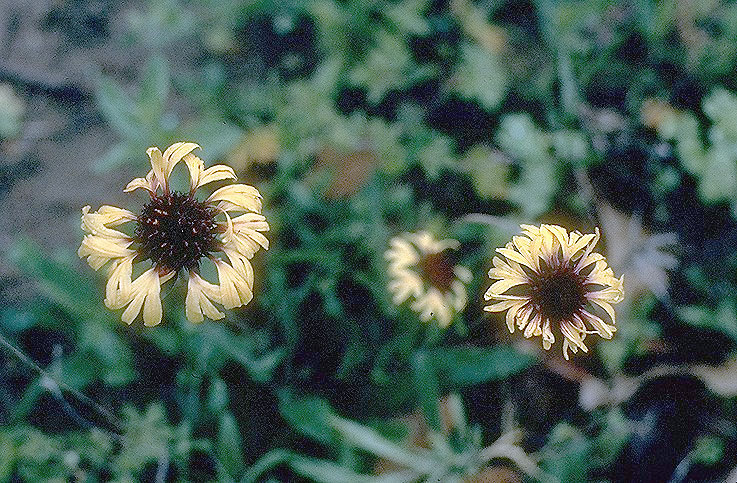
Lanceleaf Blanketflower (Gaillardia aestivalis)

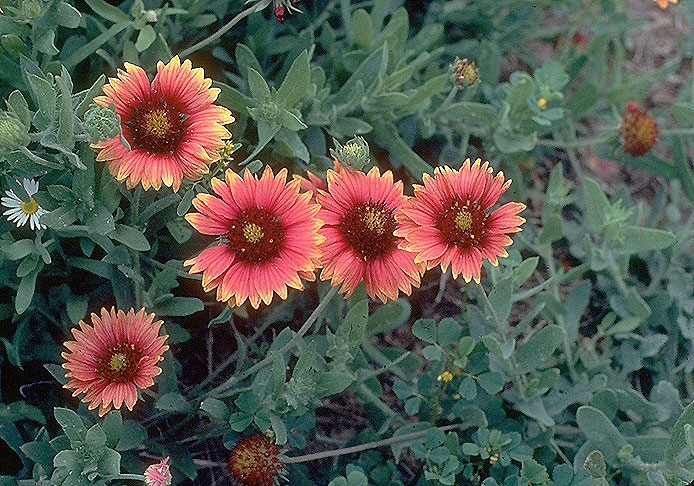
Firewheel (Gaillardia pulchella)

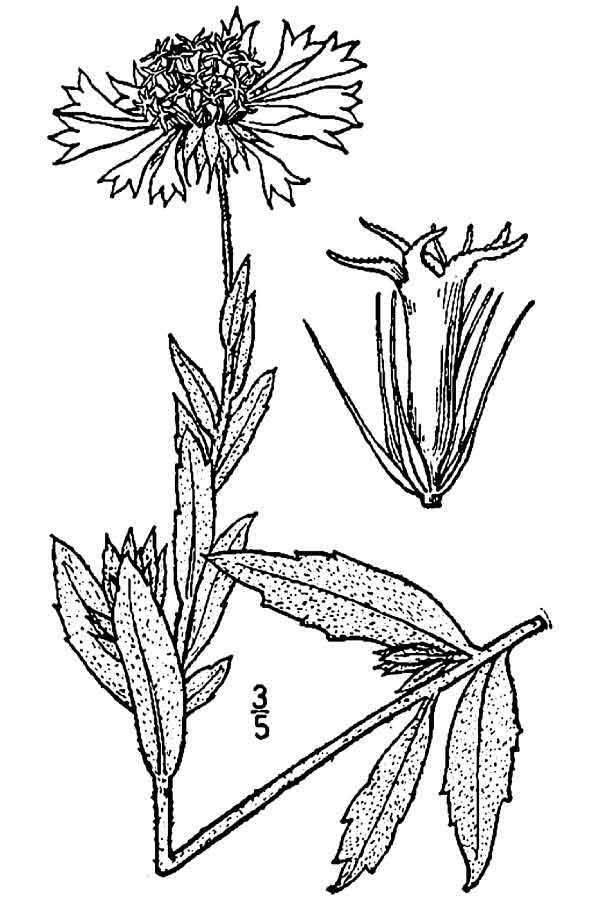
Lanceleaf Blanketflower (Gaillardia aestivalis var. flavovirens)

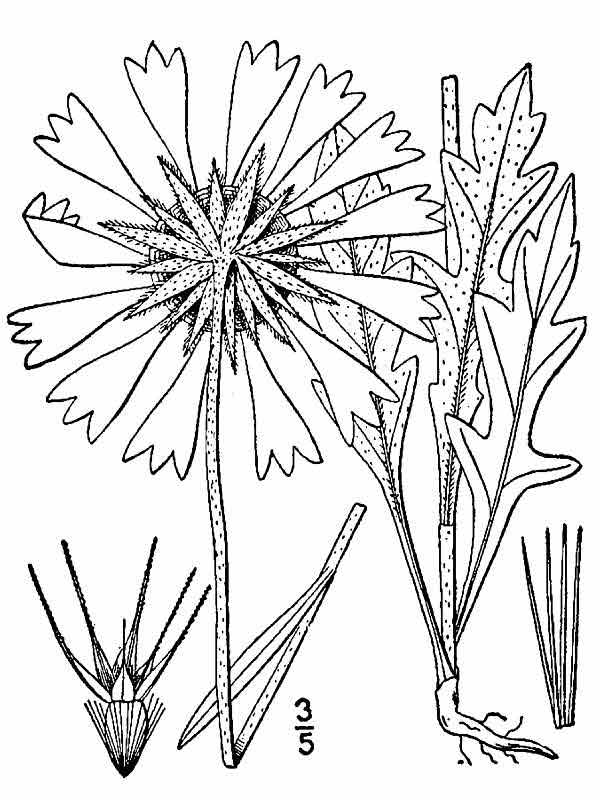
Common Lanceleaf (Gaillardia aristata)

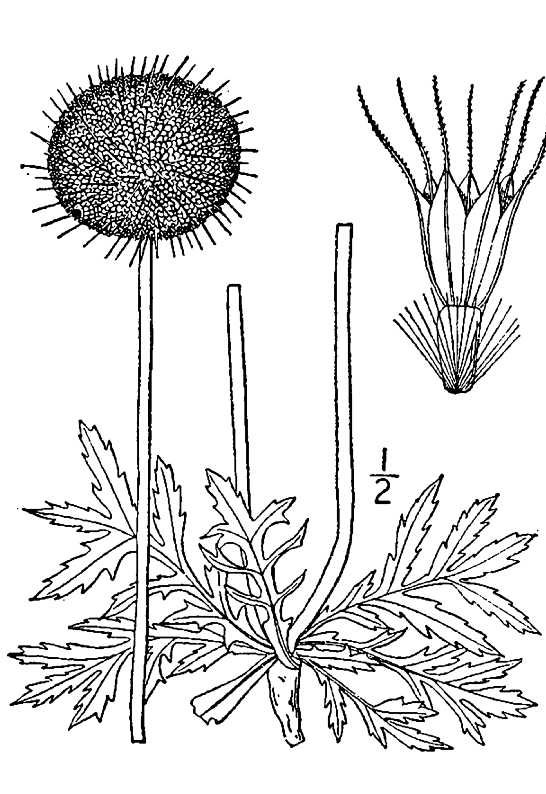
Perfumeballs (Gaillardia suavis)

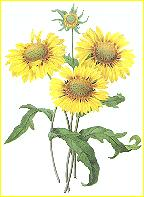
Red Dome Blanketflower (Gaillardia pinnatifida)